# Parisòt (Tarn i Garona)
Parisòt (en francès Parisot) és un municipi francès situat al departament de Tarn i Garona i a la regió d'Occitània.

## Demografia
| 1962                                       | 1968 | 1975 | 1982 | 1990 | 1999 | 2006 |
| ------------------------------------------ | ---- | ---- | ---- | ---- | ---- | ---- |
| 574                                        | 595  | 506  | 549  | 522  | 504  | 550  |
| Des de 1962: població sense dobles comptes |      |      |      |      |      |      |

## Administració
| Període   | Identitat             | Partit |
| --------- | --------------------- | ------ |
| 1965-1977 | Gilbert Rossignol     |        |
| 1977-1989 | Roger Messines        |        |
| 1989-1993 | M. Galan              |        |
| 1993-2005 | Jean Willaume         |        |
| 2005-2008 | Jean-Claude Bord      |        |
| 2008-     | Frédéric Kerestedjian |        |

## Personatges relacionats
- Andèol del Vivarès